# 김서현
김서현(金舒玄, 564년~?)은 신라의 관리다. 신라의 명장 김유신의 아버지로, 가야 왕족의 후예이며, 신라의 진골 귀족이다. 만노군의 태수와 대량주 도독, 소판(蘇判) 등을 역임했으며, 백제와의 전쟁에서 공을 세웠다.
두 딸 문희와 보희는 태종무열왕의 제2부인, 제3부인이 되었다. 다른 이름은 소연(逍衍), 또는 서운.

## 생애
가락국의 시조인 김수로왕의 11대 손이며 금관가야의 왕 구형왕의 손자였다. 아버지는 신주군주(新州軍主)를 역임했던 김무력(金武力)이고, 어머니는 아양공주(阿陽公主)이다. 만노군(萬弩郡:지금의 충청북도 진천) 태수로 있을 때 만명(萬明)과 결혼하여 유신을 낳았다.
삼국사기 김유신 열전에 따르면 진흥왕의 조카인 만명(萬明)을 만났는데, 마음에 들어 결합하게 되었다. 김서현이 만노군(萬弩郡: 충북 진천)의 태수가 되어 함께 떠나려 하니 숙흘종(肅訖宗)이 그제서 딸이 서현과 야합(野合)한 것을 알고 미워해서 별채에 가두고 사람을 시켜 지키게 하였는데, 갑자기 벼락이 문을 때려 지키던 사람이 정신없는 사이에 만명이 창문으로 빠져나가 서현과 함께 만노군으로 가게 되었다고 한다.
탈출하여 만노군으로 갔다. 김서현은 망한 가야국의 왕족으로 그의 이모가 신라 법흥왕의 비였으므로 멀게나마 신라 왕실의 인척이었다. 그러나 진골 귀족에 편입되었음에도 가세가 한미하여 숙흘종은 그를 반대하였다.
또 어느 날 김서현은 형혹성(熒惑星)과 진성(鎭星)이 자신에게 내려오는 꿈을 꾼다. 또한, 만명도 황금 갑옷을 입은 어린 아이가 구름을 타고 집으로 돌아오는 꿈을 꾸게 된다. 그리고 임신하여 20개월 만에 김유신이 태어난다.(595년) 드디어 아이가 태어나자 김서현은 자신이 길몽을 꾼 경진일(庚辰日)을 따서 이름을 유신(庾信)으로 지었다. 당시 서현은 '경'과 '유'의 글자가 비슷하고, '진'과 '신'의 음이 비슷하며, 같은 이름을 가진 북주의 표기대장군이 있기 때문이라며 이유를 설명하였다. 이어 아들 김흠순과 딸 문희, 보희가 태어났다
진평왕 51년인 629년에는 소판(蘇判)으로 재직 중 김용춘(金龍春)과 함께 고구려의 낭비성(娘臂城)을 공격하여 김유신의 활약으로 5,000여 명을 참살하고 성을 함락하는 전과를 올렸다. 벼슬이 소판(蘇判) 대량주도독(大梁州都督) 안무대량주제군사(安撫大梁州諸軍事)에 이르렀다고 한다. 양주총관(良州總管)이 되어 여러 번 백제와 싸워 공을 세웠다고 전하고 있다.

## 가계
- 조부 : 가락국 10대 구형왕(仇衡王, ? ~532/562 재위: 521~532/562)
- 조모 : 계화부인(桂花夫人)
  - 아버지 : 김무력(金武力, 518~579)
- 외조부 : 신라 제 24대 진흥왕(眞興王)
- 외조모 : 사도왕후(思道王后)
  - 어머니 : 아양공주(阿陽公主)
    - 부인 : 만명부인(萬明夫人, 574~ ?), 숙흘종(肅訖宗)의 딸
      - 아들 : 김유신(金庾信, 595~673)
      - 아들 : 김흠순(金欽純, 598~680)
      - 딸 : 김보희(金寶姬) - 태종무열왕의 후궁
      - 딸 : 문명왕후(文明王后)
      - 사위 : 태종무열왕(太宗武烈王, 604~661년 재위:654~661)

## 김서현이 등장하는 작품
- 《삼국기》(KBS, 1992년~1993년, 배우:김진해)
- 《연개소문》(KBS, 2006년~2007년, 배우:박상규)
- 《선덕여왕》(MBC, 2009년, 배우:정성모)
- 《계백》(MBC, 2011년, 배우:이종구)
- 《대왕의 꿈》(KBS, 2012년~2013년, 배우:최일화, 김동윤)

## 관련 문화재
- 양산 지산리 부부상 - 경상남도 문화재자료 제294호

## 출전
父舒玄 官至蘇判大梁州都督安撫大梁州諸軍事 按庾信碑云 考蘇判金逍衍 不知舒玄或更名耶 或逍衍是字耶 疑故兩存之
아버지 서현(舒玄)은 벼슬이 소판(蘇判) 대량주도독(大梁州都督) 안무대량주제군사(安撫大梁州諸軍事)에 이르렀다. 그런데 유신비(김유신의 비석)를 살펴보면 “(아버지는) 소판 김소연이다.”라고 하였으니, ‘서현(舒玄)’이 고친 이름인지 아니면 ‘소연(逍衍)’이 그의 자(字)인지 알 수 없다. 확실치 않아서 두 가지를 모두 기록해둔다.— 《삼국사기》<제41권 열전 제1 김유신 상>

五十一年 秋八月 王遣大將軍龍春舒玄 副將軍庾信 侵高句麗娘臂城 麗人出城列陣 軍勢甚盛 我軍望之懼 殊無鬪心
51년 가을 8월, 임금이 대장군 용춘(龍春)과 서현(舒玄), 부장군 유신(庾信)을 보내 고구려 낭비성(娘臂城)을 침공하였다. (고구)려인이 성에서 나와 진을 쳤는데, 군세가 매우 강성하여 우리 병사가 그것을 바라보고 두려워하며 싸울 생각을 못했다.— 《삼국사기》<제4권 신라본기 제4 진평왕 51년조>

武力伊干之子 舒玄角干 金氏之長子曰庾信
무력(武力) 이간(伊干)의 아들인 서현(舒玄) 각간(角干) 김씨의 장자는 유신(庾信)이다.— 《삼국유사》<제1권 기이 제1 김유신>

## 참고 문헌
- 역사 인물 편찬 위원회 지음, <<불멸의 세월: 김유신>> (출판사 역사디딤돌 | 2009)
- 김시우, <<가락국 천오백년 잠깨다>> (가락국사적개발연구원, 1995)